# هنري دي بولانفلييه
هنري دي بولانفلييه (بالفرنسية: Henri de Boulainvilliers)‏ (1658 - 1722 م) هو مؤرخ فرنسي، كان أول أوروبي أنصف النبي محمداً بكتاب بعنوان: «حياة محمد»؛ لكنه لم يكن يعرف العربية، وإنما اعتمد على لوي مرتشي وإدوارد بوكوك.

## روابط خارجية
- هنري دي بولانفلييه على موقع الموسوعة البريطانية (الإنجليزية)